# Heinrich von Brühl

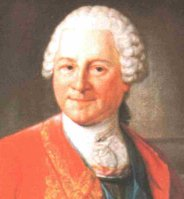
Heinrich von Brühl.

Heinrich von Brühl (Weißenfels, 13 de agosto de 1700-Dresde, 28 de octubre de 1763) fue un estadista alemán en la corte de Sajonia y en la Mancomunidad de Polonia-Lituania, y miembro de la poderosa familia alemana von Brühl. La incumbencia de este ambicioso político coincidió con el declive de ambos estados. Brühl fue diplomático y estratega, que logró obtener el control de Sajonia y Polonia, en parte controlando a su rey, Augusto III, al que en última instancia solo se podía acceder a través del propio Brühl.

## Primeros años de vida
Brühl nació en Gangloffsömmern, fue hijo de Johann Moritz von Brühl, un noble que ocupó el puesto de Oberhofmarschall en el pequeño tribunal de la corte de Sajonia-Weissenfels (gobernado por una rama cadete de la Casa Albertina de Wettin), por su primera esposa Erdmuth Sophie vd Heide. 